# 볼턴 도시 자치구

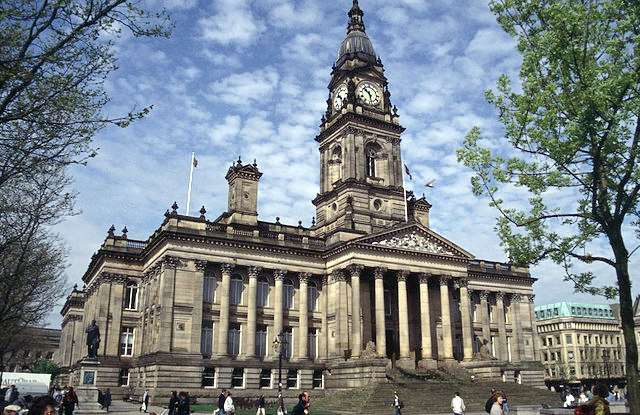
볼턴 시청

볼턴 도시 자치구의 위치

볼턴 도시 자치구(영어: Metropolitan Borough of Bolton)는 잉글랜드 그레이터맨체스터주에 위치한 도시 자치구로 중심 도시는 볼턴이며 면적은 139.80km2, 인구는 280,439명(2014년 기준), 인구 밀도는 1,877명/km2이다.

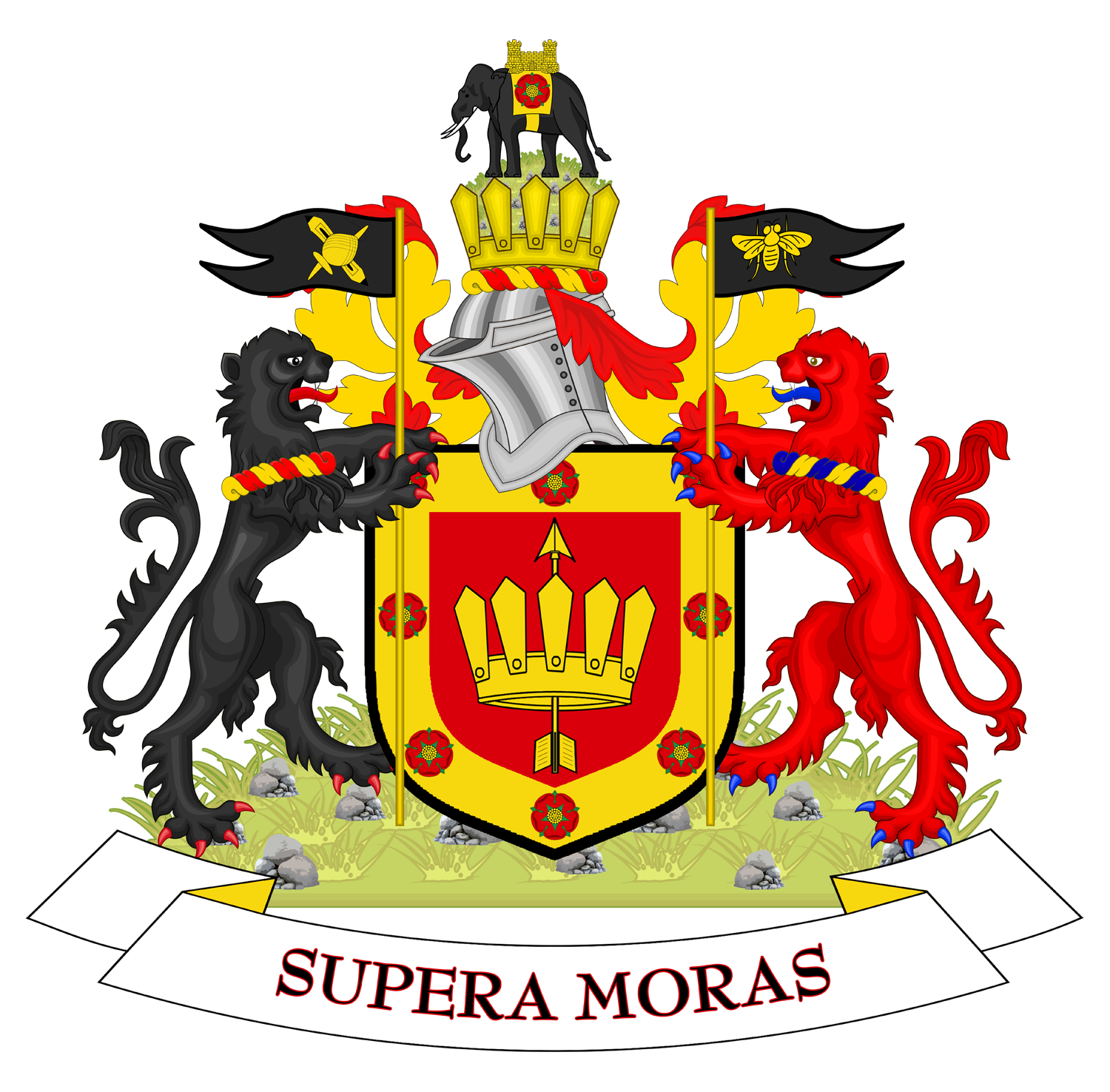
시 문장